# Депо, Вацлав

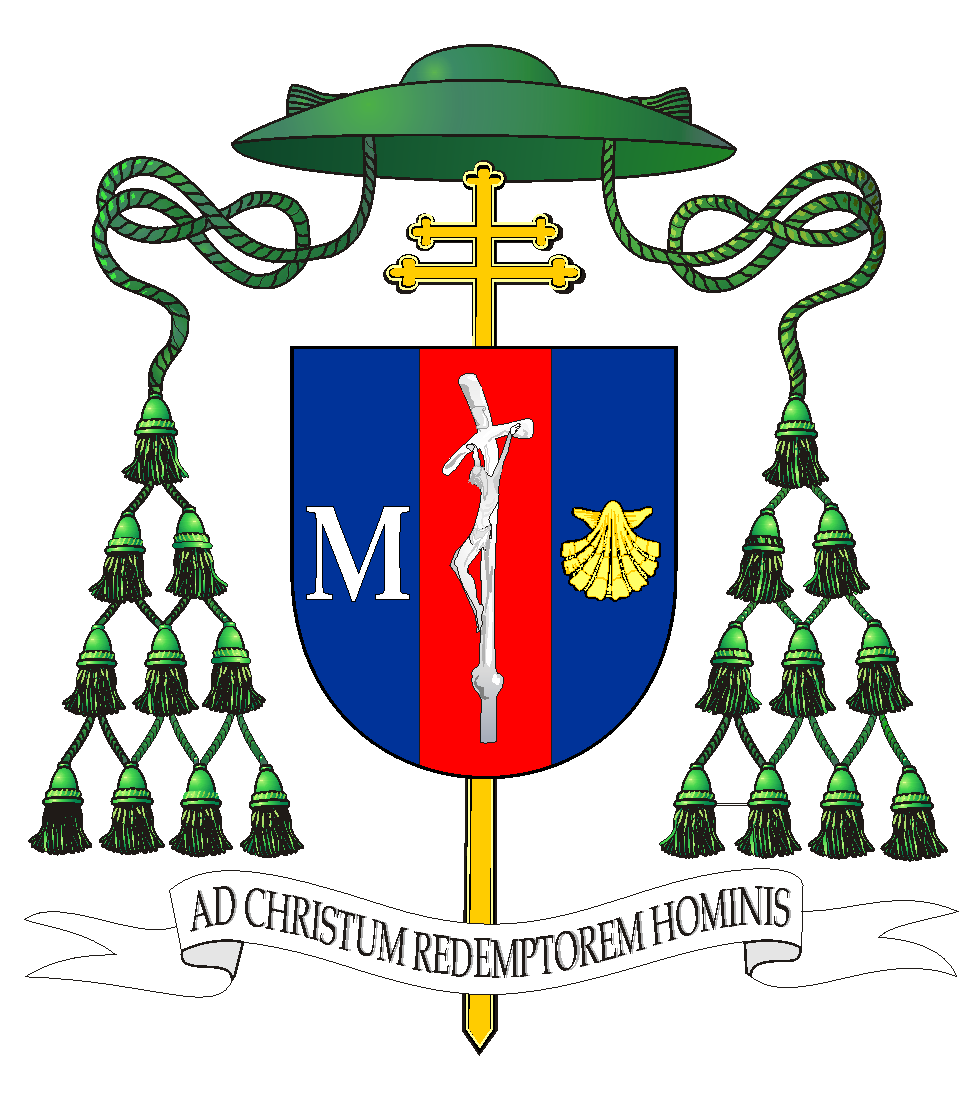
Герб архиепископа Вацлава Депо

Ва́цлав Де́по (пол. Wacław Depo, 27 сентября 1953, Шидловец, Польша) — католический прелат, епископ Замосць-Любачева с 5 августа 2006 года по 29 декабря 2011 год, архиепископ Ченстоховы с 29 декабря 2011 года, религиозный писатель и богослов.

## Биография
Вацлав Депо родился 27 сентября 1953 года в городе Шидловец, Польша. После получения среднего образования поступил в Сандомирскую семинарию.
3 июня 1978 года Вацлав Депо был рукоположён в священника, после чего работал в приходах сандомирской епархии. C 1981 по 1984 году изучал теологию в Люблинском католическом университете, по окончании которого получил научную степень доктора теологии. Обучался также в Университете имени кардинала Стефана Вышинского в Варшаве.
С 1990 по 1992 год Вацлав Депо был ректором семинарии сандомирской-радомской епархии и с 1992 по 2006 год — ректором радомской семинарии. 4 апреля 2004 года был удостоен почётного звания прелат.
5 августа 2006 года Римский папа Бенедикт XVI назначил Вацлава Депо епископом Замосць-Любачева. 9 сентября 2006 года состоялось рукоположение Вацлава Депо в епископа, которое совершил архиепископ Пшемысля Юзеф Михалик в сослужении с архиепископом Радома Зигмунтом Зимовским и епископом Яном Сьрутвой.
29 декабря 2011 года Римский папа Бенедикт XVI назначил Вацлава Депо архиепископом Ченстоховы.

## Сочинения
Вацлав Депо написал следующие богословские сочинения:
- Idźcie i nauczajcie, Radom, 1991 (praca zbiorowa pod wspólną red. z Arturem Hejdą
- Ogólny zarys rozwoju duchowości parafii św. Zygmunta w Szydłowcu, [w:] 600 lat parafii św. Zygmunta w Szydłowcu, Szydłowiec 2001
- Na ścieżkach prawdy, Zamość 2008
- Rodzina kolebką powołań, Lublin 2008 (red.)
- Niespokojni nadzieją, Lublin 2009 (red.)
- Raduj się twoją wiarą…, Warszawa 2009
- Chrystus kerygmatyczny w nauce Martina Kählera (1835—1912), Warszawa 2010